# Stazione di Fratte Villa Comunale
La stazione di Fratte Villa Comunale è una fermata ferroviaria posta sulla linea Salerno–Mercato San Severino ed è ubicata presso Fratte, dal quale prende il nome, quartiere periferico di Salerno. Il quartiere ha anche un'altra stazione, Fratte, situata in una zona meno centrale.
La fermata si trova nei pressi dell'area archeologica etrusco-sannitica di Fratte.

## Storia
La fermata di Fratte Villa Comunale venne attivata il 21 marzo 2006.

## Strutture e impianti
Situata nei pressi di un vecchio casello ferroviario abbandonato, la fermata manca di fabbricato viaggiatori e quindi non è disponibile alcun servizio per i passeggeri.
Si conta un unico binario passante, servito da una banchina.

## Movimento
Il traffico passeggeri è modesto, maggiore nelle ore di punta e soprattutto pendolare verso Salerno. Nella stazione fermano quasi tutti i treni, esclusivamente regionali, la cui maggiori destinazioni sono Salerno, Mercato San Severino, Avellino, Benevento e Nocera Inferiore.

## Servizi
La stazione non dispone di alcun servizio.